# Viện lúa Đồng bằng sông Cửu Long
Viện nghiên cứu lúa Đồng bằng sông Cửu Long (tên giao dịch tiếng Anh: Cuu Long Delta Rice Research Institute hay CLRRI) là một viện nghiên cứu và đào tạo trực thuộc Viện Khoa học Nông nghiệp Việt Nam (Bộ Nông nghiệp và Phát triển nông thôn) có địa chỉ tại xã Tân Thạnh, huyện Thới Lai, thành phố Cần Thơ, Việt Nam với tổng diện tích 366 ha. Tiền thân của viện này là Trung tâm Kỹ thuật Nông nghiệp đồng bằng sông Cửu Long được thành lập theo quyết định số 41 NN-TC/QĐ ngày 8 tháng 1 năm 1977. Trung tâm này đã được Chủ tịch Hội đồng Bộ trưởng đổi tên như hiện nay vào năm 1985.

## Chức năng
Viện này có chức năng:
- Tổ chức nghiên cứu khoa học và công nghệ về cây lúa, các cây trồng khác và hệ thống nông nghiệp vùng lúa;
- Xây dựng và thực hiện các chương trình nghiên cứu khoa học và công nghệ, hợp tác với các tổ chức trong và ngoài nước theo sự phân công của Nhà nước và của Bộ;
- Đào tạo, tập huấn và chuyển giao tiến bộ kỹ thuật nông nghiệp, trong đó có đào tạo tiến sĩ ngành di truyền và chọn cây giống.
- Thực hiện nghiên cứu cơ bản và ứng dụng về cây lúa và các loại cây trồng khác trong hệ thống canh tác trên nền đất lúa.
- Hợp tác nghiên cứu về cây lúa và hệ thống canh tác trên nền lúa với các cơ quan trong và ngoài nước.
- Chuyển giao các tiến bộ khoa học kỹ thuật nông nghiệp.
- Huấn luyện khoa học kỹ thuật cho cán bộ nông nghiệp và nông dân trong vùng ĐBSCL, tham gia đào tạo sau đại học.
- Sản xuất và cung ứng các cấp giống lúa cho vùng ĐBSCL và các vùng khác.